# Quilmesaurus curriei
Quilmesaurus curriei es la única especie conocida del género extinto Quilmesaurus ("lagarto de Quilmes") de dinosaurio terópodo abelisáurido que vivió a finales del período Cretácico, hace aproximadamente de 75 millones de años durante el Campaniense, en lo que es hoy Sudamérica. Los únicos restos conocidos de este género son los huesos de las piernas que comparten ciertas similitudes con una variedad de abelisáuridos. Sin embargo, estos huesos carecen de características únicas, lo que puede hacer que Quilmesaurus sea un nomen dubium.

## Descripción

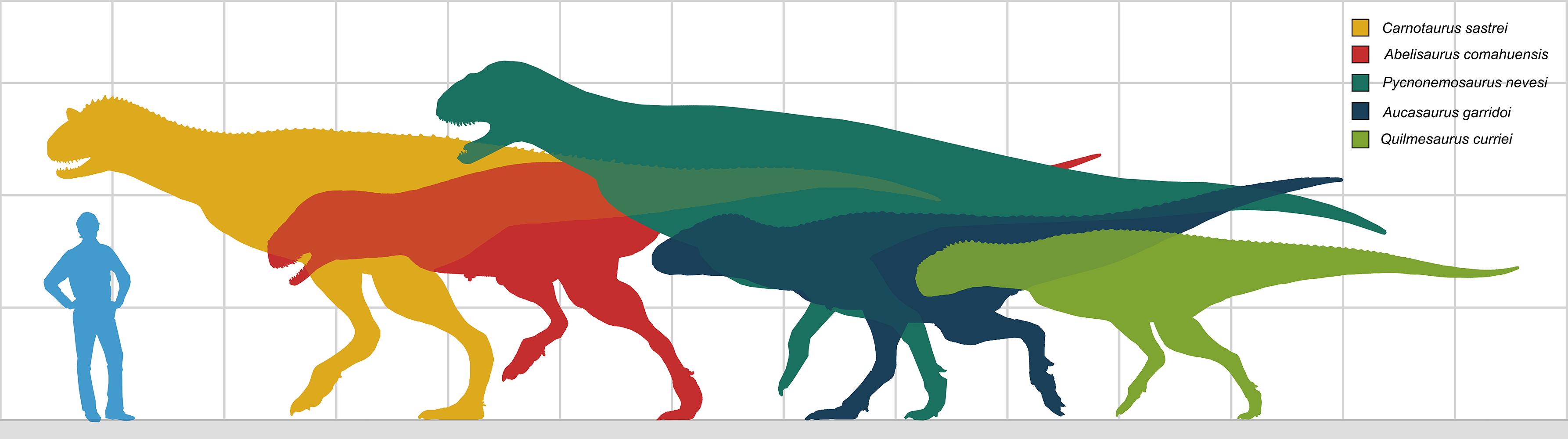
Tamaños de los abelisáuridos

Quilmesaurus curriei es un terópodo no aviano. Medía 4,6 m de largo y pesaba 430 kg aproximadamente. En 2016, se estimó que Quilmesaurus medía 5,3 metros de longitud. Esto lo habría convertido en uno de los abelisáuridos derivados más pequeños, aunque sus patas eran proporcionalmente robustas como las de Pycnonemosaurus, uno de los miembros más grandes de la familia.
El holotipo MPCA-PV-100 consta de una porción distal completa de un fémur y tibia derechos de un ejemplar subadulto y está depositado en el Museo Provincial Carlos Ameghino. La porción preservada del fémur tiene una cresta medio-distal altamente desarrollada con una morfología cuadrangular en vista anterior. En el plano distal, se observa que el cóndilo medial y el cóndilo lateral tienen tamaños diferentes. Este último es más corto craneocaudalmente pero mucho más engrosado en sentido latero-medial. El surco extensor es poco profundo y transversalmente ancho. La morfología del fémur es idéntica a la de Carnotaurus (Bonaparte, 1990), Aucasaurus (Coria, 2002) y Rajasaurus (Wilson, 2003). En cuanto a la tibia, la cresta cnemial está altamente desarrollada y expandida a nivel distal. Esta característica también se observó en los carnotaurinos Aucasaurus y Majungatholus (Rauhut, 2003). Con respecto al extremo distal de la tibia, los cóndilos de Quilmesaurus tienen una disposición asimétrica con relación al vástago del hueso. Quilmesaurus y Carnotaurus son los abelisáuridos más modernos registrados en Sudamérica.
La porción preservada del fémur es robusta y de forma cuadrada. La cara posterior de la punta del hueso poseía cóndilos prominentes, protuberancias en las articulaciones, para conectarse con la tibia, en la cara interna de la pierna y el peroné, en la cara externa de la pierna. El cóndilo lateral, que se conecta al peroné, es ligeramente más bajo de adelante hacia atrás en comparación con el cóndilo medial, que se conecta a la tibia, pero también es más ancho de lado a lado. Un espolón óseo en forma de dedo adicional, un epicóndilo, también habría estado presente en el cóndilo lateral, aunque este espolón está roto en el único fémur de Quilmesaurus conocido. Justo encima del cóndilo medial hay una cresta baja pero notable que sobresale del resto del hueso, hacia la línea media del cuerpo del animal. Esta cresta se conoce como cresta mesiodistal. El área inmediatamente por encima de los cóndilos posee un área bajada ancha pero poco profunda conocida como surco extensor. En general, el fémur es casi idéntico al de otros abelisáuridos.
La parte proximal, superior o más interna, de la tibia posee una miríada de características complejas. Una estructura grande con forma de hacha conocida como cresta cnemial apunta hacia la parte proximal de la tibia. La punta de la cresta cnemial está en forma de gancho debido a la presencia de un espolón que apunta hacia abajo, conocido como proceso ventral. Aunque Coria en 2001 consideró que una cresta cnemial en forma de gancho es exclusiva de Quilmesaurus, Valieri et al. en 2007 notaron que esta estructura también la poseían Aucasaurus y Majungasaurus, así como el ambiguo abelisáurido Genusaurus. La parte distal de la tibia posee sus propias proyecciones para conectarse a los huesos del tobillo, conocidas como maléolos. Esta parte tiene la forma de un triángulo asimétrico cuando se ve de frente, con el maléolo lateral masivo proyectándose más distalmente que el maléolo medial más pequeño. También se presumió alguna vez que esta combinación de características de la tibia distal era exclusiva de Quilmesaurus . Sin embargo, Valieri et al. en 2007 señalan que la tibia distal de Rajasaurus era muy similar a la de Quilmesaurus .

## Descubrimiento e investigación

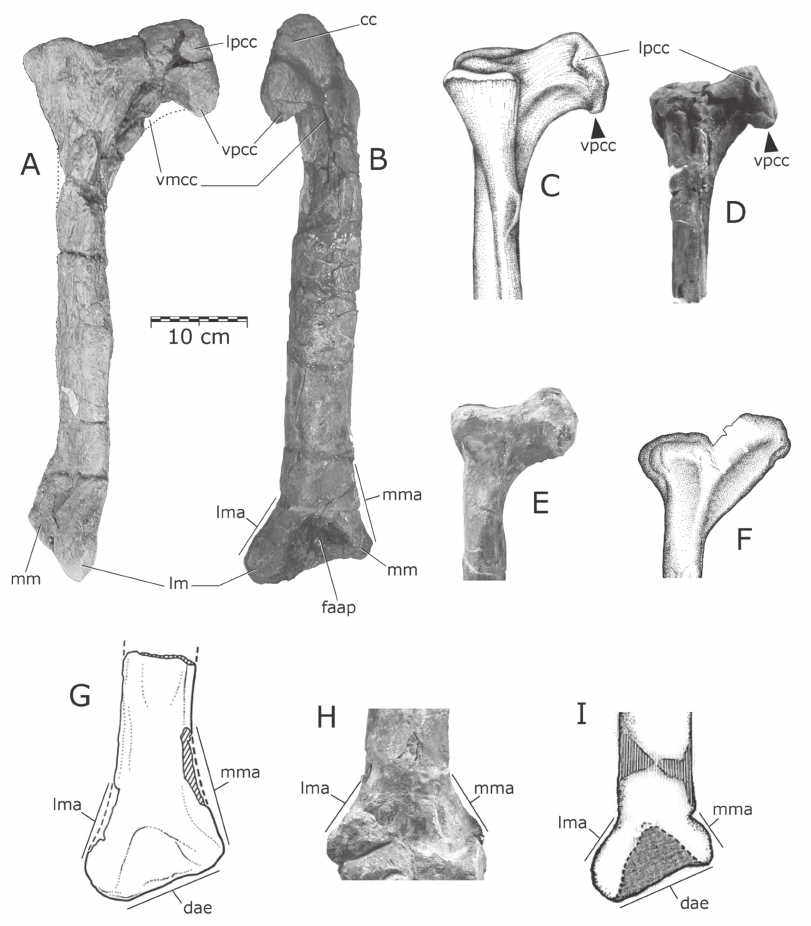
Tibia derecha de Quilmesaurus curriei en comparación con otras tibias de abelisáuridos.

Los restos fueron hallados en la Formación Allen, Grupo Malargüe, en la Cuenca Neuquina, en la localidad Salitral Ojo de Agua, 40 kilómetros al sur de la Ciudad de General Roca, Provincia del Río Negro en Argentina. A fines de la década de 1980, un equipo de campo de la Universidad Nacional de Tucumán , dirigido por Jaime Powell , descubrió a 40 kilómetros al sur de la ciudad de Roca , en la provincia de Río Negro , al sur de Argentina, los restos de un terópodo cerca del Salitral Ojo de Agua.  El espécimen proviene de areniscas fluviales que forman parte de la superficie de la formación y fueron excavados a finales de la década de 1980 por un grupo de la Universidad Nacional de Tucumán. Recién fue descrito en 2001 por Rodolfo Coria, quien lo relaciona con los tetanuros basales. Su nombre proviene de los nativos americanos Quilmes del norte de Argentina y la especie en honor al Dr. Phillip J. Currie, un paleontólogo canadiense especialista en terópodos. El taxón es notable porque representa uno de los registros más jóvenes de un terópodo no aviar de la Patagonia.
En 2001 Rodolfo Coria describió los restos fragmentarios de una extremidad derecha de un dinosaurio terópodo. Fueron descubiertos por el investigador sanjuanino Jaime Powell a finales de la década de los 80 en la Formación Allen (Campaniano-Maastrichtiano), en los afloramientos de la localidad Salitral Ojo de Agua, a 40 km al sur de General Roca, Río Negro. Coria los asignó a un nuevo género y especie: Quilmesaurus curriei. El nombre científico de esta especie proviene de Quilmes, pueblo originario de Argentina, y del paleontólogo Philip. J Currie. Los restos pertenecen al Museo Provincial Carlos Ameghino de Cipolletti.

## Clasificación
A pesar de que los materiales del holotipo de Quilmesaurus curriei son escasos, presentan características que lo sitúan dentro del grupo de los terópodos desde el punto de vista filogenético. El holotipo MPCA-PV-100 consta de una porción distal completa de un fémur y tibia derechos de un ejemplar subadulto y está depositado en el Museo Provincial Carlos Ameghino. La porción preservada del fémur tiene una cresta medio-distal altamente desarrollada con una morfología cuadrangular en vista anterior. En el plano distal, se observa que el cóndilo medial y el cóndilo lateral tienen tamaños diferentes. Este último es más corto craneocaudalmente pero mucho más engrosado en sentido latero-medial. El surco extensor es poco profundo y transversalmente ancho. La morfología del fémur es idéntica a la de Carnotaurus, Aucasaurus y Rajasaurus. En cuanto a la tibia, la cresta cnemial está altamente desarrollada y expandida a nivel distal. Esta característica también se observó en los carnotaurinos Aucasaurus y Majungatholus. Con respecto al extremo distal de la tibia, los cóndilos de Quilmesaurus tienen una disposición asimétrica con relación al vástago del hueso.
Cuando se describió originalmente, Coria no pudo encontrar una ubicación más precisa para Quilmesaurus que Theropoda. La presencia de una muesca en la superficie articular distal de la tibia fue citada por él como evidencia de una posible relación con Tetanurae basal, lo que sería sorprendente ya que Quilmesaurus vivió durante una época en que los conjuntos de terópodos sudamericanos estaban dominados por abelisáuridos y carcarodontosáuridos . Se ha recuperado otro material terópodo de estos mismos estratos y en 2005 también se ha remitido provisionalmente a los Tetanurae . Sin embargo, en un resumen de 2004 y más tarde en un artículo completo de 2007, Rubén Juárez Valieri y colegas concluyó que Quilmesaurus, en vista de la cresta cnemial en forma de hacha, era un miembro de los Abelisauridae.
A diferencia de los miembros de Megalosauroidea, la tibia de Quilmesaurus no posee un contrafuerte anteromedial notable, sino que incluye una gran cresta cnemial. Quilmesaurus tampoco es un celurosaurio debido a que la parte distal de la tibia tiene una forma asimétrica y tiene una cavidad para el astrágalo que es más baja que la de los celurosaurios. Finalmente, el surco extensor poco profundo y ancho, en lugar de profundo y delgado, excluye a Quilmesaurus de Carnosauria, al igual que la posesión de bordes superior e inferior paralelos de la cresta cnemial. Los huesos conservados comparten características con varios taxones de abelisáuridos en toda la familia, aunque tales similitudes están muy extendidas y aparentemente aparecen al azar entre los taxones, lo que dificulta una ubicación más específica. La forma en forma de gancho de la cresta cnemial sugiere que Quilmesaurus era un miembro de la subfamilia Carnotaurinae , que Sereno en 1998 definió para incluir todos los abelisáuridos más cercanos a Carnotaurus que a Abelisaurus.
Asimismo, Quilmesaurus se incluye en el grupo de los ceratosaurios debido a que la cresta mediodistal del fémur y la cresta cnemial de la tibia tienen una marcada expansión en sentido anterior. Sin embargo, dentro de este clado, se lo excluye de los noasáuridos debido a que estos últimos poseen un desarrollo circular de la cresta mediodistal del fémur. Además, Quilmesaurus pertenece al grupo de los abelisáuridos , ya que el extremo distal de la tibia es asimétrico. Quilmesaurus y Carnotaurus son los abelisáuridos más modernos registrados en Sudamérica.
Sin embargo, se ha debatido la validez de Carnotaurinae. Aunque Valieri et al. en 2007 consideraron que la subfamilia incluye taxones como Majungasaurus, Carnotaurus, Aucasaurus y Rajasaurus, otros estudios han encontrado resultados diferentes. Tortosa et al. en 2014 encontraron que Carnotaurinae era un grupo inválido, ya que muy pocos abelisáuridos realmente podrían aplicarse a la definición establecida por Sereno. Según su análisis, Aucusaurus y Carnotaurus estaban en realidad más cerca de Abelisaurus que de Majungasaurus y Rajasaurus, lo que obligó a los dos últimos taxones a excluirse de la subfamilia. Quilmesaurus se mantuvo tan cerca de Aucasaurus y Carnotaurus , aunque el nombre de Sereno y la definición de Carnotaurinae fue completamente demolido. En su lugar se utilizó la tribu Carnotaurini, que incluye a todos los abelisáuridos descendientes del último antepasado común de Aucusaurus y Carnotaurus. Tortosa y col. en 2014 se ha apoyado en gran medida en el resultado de Valieri et al. de 2007. Filippi y col. de 2016 creó un nuevo clado, Furileusauria, para incluir abelisáuridos más estrechamente relacionados con Carnotaurus que a Ilokelesia, Skorpiovenator o Majungasaurus . Incluyeron a Quilmesaurus entre los furileusaurianos.

### Filogenia
Cladograma basado en el análisis filogenético de Delcourt de 2017.

|  | Indosaurus    |
|  |               |
|  | Majungasaurus |
|  |               |
|  | Rajasaurus    |
|  |               |

|  | Dahalokely    |
|  |               |
|  | Rahiolisaurus |
|  |               |

|  | Indosaurus    |
|  |               |
|  | Majungasaurus |
|  |               |
|  | Rajasaurus    |
|  |               |

|  | Dahalokely    |
|  |               |
|  | Rahiolisaurus |
|  |               |

|  | Ekrixinatosaurus |
|  |                  |
|  | Skorpiovenator   |
|  |                  |

|  | Viavenator                                                 |
|  |                                                            |
|  | Pycnonemosaurus                                            |
|  |                                                            |
|  | Quilmesaurus                                               |
|  |                                                            |
|  | \| \| Carnotaurus \| \| \| \| \| \| Aucasaurus \| \| \| \| |
|  |                                                            |
|  | Carnotaurus                                                |
|  |                                                            |
|  | Aucasaurus                                                 |
|  |                                                            |

|  | Carnotaurus |
|  |             |
|  | Aucasaurus  |
|  |             |

|  | Ekrixinatosaurus |
|  |                  |
|  | Skorpiovenator   |
|  |                  |

|  | Viavenator                                                 |
|  |                                                            |
|  | Pycnonemosaurus                                            |
|  |                                                            |
|  | Quilmesaurus                                               |
|  |                                                            |
|  | \| \| Carnotaurus \| \| \| \| \| \| Aucasaurus \| \| \| \| |
|  |                                                            |
|  | Carnotaurus                                                |
|  |                                                            |
|  | Aucasaurus                                                 |
|  |                                                            |

|  | Carnotaurus |
|  |             |
|  | Aucasaurus  |
|  |             |

|  | Indosaurus    |
|  |               |
|  | Majungasaurus |
|  |               |
|  | Rajasaurus    |
|  |               |

|  | Dahalokely    |
|  |               |
|  | Rahiolisaurus |
|  |               |

|  | Indosaurus    |
|  |               |
|  | Majungasaurus |
|  |               |
|  | Rajasaurus    |
|  |               |

|  | Dahalokely    |
|  |               |
|  | Rahiolisaurus |
|  |               |

|  | Ekrixinatosaurus |
|  |                  |
|  | Skorpiovenator   |
|  |                  |

|  | Viavenator                                                 |
|  |                                                            |
|  | Pycnonemosaurus                                            |
|  |                                                            |
|  | Quilmesaurus                                               |
|  |                                                            |
|  | \| \| Carnotaurus \| \| \| \| \| \| Aucasaurus \| \| \| \| |
|  |                                                            |
|  | Carnotaurus                                                |
|  |                                                            |
|  | Aucasaurus                                                 |
|  |                                                            |

|  | Carnotaurus |
|  |             |
|  | Aucasaurus  |
|  |             |

|  | Ekrixinatosaurus |
|  |                  |
|  | Skorpiovenator   |
|  |                  |

|  | Viavenator                                                 |
|  |                                                            |
|  | Pycnonemosaurus                                            |
|  |                                                            |
|  | Quilmesaurus                                               |
|  |                                                            |
|  | \| \| Carnotaurus \| \| \| \| \| \| Aucasaurus \| \| \| \| |
|  |                                                            |
|  | Carnotaurus                                                |
|  |                                                            |
|  | Aucasaurus                                                 |
|  |                                                            |

|  | Carnotaurus |
|  |             |
|  | Aucasaurus  |
|  |             |

|  | Indosaurus    |
|  |               |
|  | Majungasaurus |
|  |               |
|  | Rajasaurus    |
|  |               |

|  | Dahalokely    |
|  |               |
|  | Rahiolisaurus |
|  |               |

|  | Indosaurus    |
|  |               |
|  | Majungasaurus |
|  |               |
|  | Rajasaurus    |
|  |               |

|  | Dahalokely    |
|  |               |
|  | Rahiolisaurus |
|  |               |

|  | Ekrixinatosaurus |
|  |                  |
|  | Skorpiovenator   |
|  |                  |

|  | Viavenator                                                 |
|  |                                                            |
|  | Pycnonemosaurus                                            |
|  |                                                            |
|  | Quilmesaurus                                               |
|  |                                                            |
|  | \| \| Carnotaurus \| \| \| \| \| \| Aucasaurus \| \| \| \| |
|  |                                                            |
|  | Carnotaurus                                                |
|  |                                                            |
|  | Aucasaurus                                                 |
|  |                                                            |

|  | Carnotaurus |
|  |             |
|  | Aucasaurus  |
|  |             |

|  | Ekrixinatosaurus |
|  |                  |
|  | Skorpiovenator   |
|  |                  |

|  | Viavenator                                                 |
|  |                                                            |
|  | Pycnonemosaurus                                            |
|  |                                                            |
|  | Quilmesaurus                                               |
|  |                                                            |
|  | \| \| Carnotaurus \| \| \| \| \| \| Aucasaurus \| \| \| \| |
|  |                                                            |
|  | Carnotaurus                                                |
|  |                                                            |
|  | Aucasaurus                                                 |
|  |                                                            |

|  | Carnotaurus |
|  |             |
|  | Aucasaurus  |
|  |             |

|  | Indosaurus    |
|  |               |
|  | Majungasaurus |
|  |               |
|  | Rajasaurus    |
|  |               |

|  | Dahalokely    |
|  |               |
|  | Rahiolisaurus |
|  |               |

|  | Indosaurus    |
|  |               |
|  | Majungasaurus |
|  |               |
|  | Rajasaurus    |
|  |               |

|  | Dahalokely    |
|  |               |
|  | Rahiolisaurus |
|  |               |

|  | Ekrixinatosaurus |
|  |                  |
|  | Skorpiovenator   |
|  |                  |

|  | Viavenator                                                 |
|  |                                                            |
|  | Pycnonemosaurus                                            |
|  |                                                            |
|  | Quilmesaurus                                               |
|  |                                                            |
|  | \| \| Carnotaurus \| \| \| \| \| \| Aucasaurus \| \| \| \| |
|  |                                                            |
|  | Carnotaurus                                                |
|  |                                                            |
|  | Aucasaurus                                                 |
|  |                                                            |

|  | Carnotaurus |
|  |             |
|  | Aucasaurus  |
|  |             |

|  | Ekrixinatosaurus |
|  |                  |
|  | Skorpiovenator   |
|  |                  |

|  | Viavenator                                                 |
|  |                                                            |
|  | Pycnonemosaurus                                            |
|  |                                                            |
|  | Quilmesaurus                                               |
|  |                                                            |
|  | \| \| Carnotaurus \| \| \| \| \| \| Aucasaurus \| \| \| \| |
|  |                                                            |
|  | Carnotaurus                                                |
|  |                                                            |
|  | Aucasaurus                                                 |
|  |                                                            |

|  | Carnotaurus |
|  |             |
|  | Aucasaurus  |
|  |             |

|  | Indosaurus    |
|  |               |
|  | Majungasaurus |
|  |               |
|  | Rajasaurus    |
|  |               |

|  | Dahalokely    |
|  |               |
|  | Rahiolisaurus |
|  |               |

|  | Indosaurus    |
|  |               |
|  | Majungasaurus |
|  |               |
|  | Rajasaurus    |
|  |               |

|  | Dahalokely    |
|  |               |
|  | Rahiolisaurus |
|  |               |

|  | Ekrixinatosaurus |
|  |                  |
|  | Skorpiovenator   |
|  |                  |

|  | Viavenator                                                 |
|  |                                                            |
|  | Pycnonemosaurus                                            |
|  |                                                            |
|  | Quilmesaurus                                               |
|  |                                                            |
|  | \| \| Carnotaurus \| \| \| \| \| \| Aucasaurus \| \| \| \| |
|  |                                                            |
|  | Carnotaurus                                                |
|  |                                                            |
|  | Aucasaurus                                                 |
|  |                                                            |

|  | Carnotaurus |
|  |             |
|  | Aucasaurus  |
|  |             |

|  | Ekrixinatosaurus |
|  |                  |
|  | Skorpiovenator   |
|  |                  |

|  | Viavenator                                                 |
|  |                                                            |
|  | Pycnonemosaurus                                            |
|  |                                                            |
|  | Quilmesaurus                                               |
|  |                                                            |
|  | \| \| Carnotaurus \| \| \| \| \| \| Aucasaurus \| \| \| \| |
|  |                                                            |
|  | Carnotaurus                                                |
|  |                                                            |
|  | Aucasaurus                                                 |
|  |                                                            |

|  | Carnotaurus |
|  |             |
|  | Aucasaurus  |
|  |             |

|  | Indosaurus    |
|  |               |
|  | Majungasaurus |
|  |               |
|  | Rajasaurus    |
|  |               |

|  | Dahalokely    |
|  |               |
|  | Rahiolisaurus |
|  |               |

|  | Indosaurus    |
|  |               |
|  | Majungasaurus |
|  |               |
|  | Rajasaurus    |
|  |               |

|  | Dahalokely    |
|  |               |
|  | Rahiolisaurus |
|  |               |

|  | Ekrixinatosaurus |
|  |                  |
|  | Skorpiovenator   |
|  |                  |

|  | Viavenator                                                 |
|  |                                                            |
|  | Pycnonemosaurus                                            |
|  |                                                            |
|  | Quilmesaurus                                               |
|  |                                                            |
|  | \| \| Carnotaurus \| \| \| \| \| \| Aucasaurus \| \| \| \| |
|  |                                                            |
|  | Carnotaurus                                                |
|  |                                                            |
|  | Aucasaurus                                                 |
|  |                                                            |

|  | Carnotaurus |
|  |             |
|  | Aucasaurus  |
|  |             |

|  | Ekrixinatosaurus |
|  |                  |
|  | Skorpiovenator   |
|  |                  |

|  | Viavenator                                                 |
|  |                                                            |
|  | Pycnonemosaurus                                            |
|  |                                                            |
|  | Quilmesaurus                                               |
|  |                                                            |
|  | \| \| Carnotaurus \| \| \| \| \| \| Aucasaurus \| \| \| \| |
|  |                                                            |
|  | Carnotaurus                                                |
|  |                                                            |
|  | Aucasaurus                                                 |
|  |                                                            |

|  | Carnotaurus |
|  |             |
|  | Aucasaurus  |
|  |             |

|  | Indosaurus    |
|  |               |
|  | Majungasaurus |
|  |               |
|  | Rajasaurus    |
|  |               |

|  | Dahalokely    |
|  |               |
|  | Rahiolisaurus |
|  |               |

|  | Indosaurus    |
|  |               |
|  | Majungasaurus |
|  |               |
|  | Rajasaurus    |
|  |               |

|  | Dahalokely    |
|  |               |
|  | Rahiolisaurus |
|  |               |

|  | Ekrixinatosaurus |
|  |                  |
|  | Skorpiovenator   |
|  |                  |

|  | Viavenator                                                 |
|  |                                                            |
|  | Pycnonemosaurus                                            |
|  |                                                            |
|  | Quilmesaurus                                               |
|  |                                                            |
|  | \| \| Carnotaurus \| \| \| \| \| \| Aucasaurus \| \| \| \| |
|  |                                                            |
|  | Carnotaurus                                                |
|  |                                                            |
|  | Aucasaurus                                                 |
|  |                                                            |

|  | Carnotaurus |
|  |             |
|  | Aucasaurus  |
|  |             |

|  | Ekrixinatosaurus |
|  |                  |
|  | Skorpiovenator   |
|  |                  |

|  | Viavenator                                                 |
|  |                                                            |
|  | Pycnonemosaurus                                            |
|  |                                                            |
|  | Quilmesaurus                                               |
|  |                                                            |
|  | \| \| Carnotaurus \| \| \| \| \| \| Aucasaurus \| \| \| \| |
|  |                                                            |
|  | Carnotaurus                                                |
|  |                                                            |
|  | Aucasaurus                                                 |
|  |                                                            |

|  | Carnotaurus |
|  |             |
|  | Aucasaurus  |
|  |             |

|  | Indosaurus    |
|  |               |
|  | Majungasaurus |
|  |               |
|  | Rajasaurus    |
|  |               |

|  | Dahalokely    |
|  |               |
|  | Rahiolisaurus |
|  |               |

|  | Indosaurus    |
|  |               |
|  | Majungasaurus |
|  |               |
|  | Rajasaurus    |
|  |               |

|  | Dahalokely    |
|  |               |
|  | Rahiolisaurus |
|  |               |

|  | Ekrixinatosaurus |
|  |                  |
|  | Skorpiovenator   |
|  |                  |

|  | Viavenator                                                 |
|  |                                                            |
|  | Pycnonemosaurus                                            |
|  |                                                            |
|  | Quilmesaurus                                               |
|  |                                                            |
|  | \| \| Carnotaurus \| \| \| \| \| \| Aucasaurus \| \| \| \| |
|  |                                                            |
|  | Carnotaurus                                                |
|  |                                                            |
|  | Aucasaurus                                                 |
|  |                                                            |

|  | Carnotaurus |
|  |             |
|  | Aucasaurus  |
|  |             |

|  | Ekrixinatosaurus |
|  |                  |
|  | Skorpiovenator   |
|  |                  |

|  | Viavenator                                                 |
|  |                                                            |
|  | Pycnonemosaurus                                            |
|  |                                                            |
|  | Quilmesaurus                                               |
|  |                                                            |
|  | \| \| Carnotaurus \| \| \| \| \| \| Aucasaurus \| \| \| \| |
|  |                                                            |
|  | Carnotaurus                                                |
|  |                                                            |
|  | Aucasaurus                                                 |
|  |                                                            |

|  | Carnotaurus |
|  |             |
|  | Aucasaurus  |
|  |             |

|  | Indosaurus    |
|  |               |
|  | Majungasaurus |
|  |               |
|  | Rajasaurus    |
|  |               |

|  | Dahalokely    |
|  |               |
|  | Rahiolisaurus |
|  |               |

|  | Indosaurus    |
|  |               |
|  | Majungasaurus |
|  |               |
|  | Rajasaurus    |
|  |               |

|  | Dahalokely    |
|  |               |
|  | Rahiolisaurus |
|  |               |

|  | Ekrixinatosaurus |
|  |                  |
|  | Skorpiovenator   |
|  |                  |

|  | Viavenator                                                 |
|  |                                                            |
|  | Pycnonemosaurus                                            |
|  |                                                            |
|  | Quilmesaurus                                               |
|  |                                                            |
|  | \| \| Carnotaurus \| \| \| \| \| \| Aucasaurus \| \| \| \| |
|  |                                                            |
|  | Carnotaurus                                                |
|  |                                                            |
|  | Aucasaurus                                                 |
|  |                                                            |

|  | Carnotaurus |
|  |             |
|  | Aucasaurus  |
|  |             |

|  | Ekrixinatosaurus |
|  |                  |
|  | Skorpiovenator   |
|  |                  |

|  | Viavenator                                                 |
|  |                                                            |
|  | Pycnonemosaurus                                            |
|  |                                                            |
|  | Quilmesaurus                                               |
|  |                                                            |
|  | \| \| Carnotaurus \| \| \| \| \| \| Aucasaurus \| \| \| \| |
|  |                                                            |
|  | Carnotaurus                                                |
|  |                                                            |
|  | Aucasaurus                                                 |
|  |                                                            |

|  | Carnotaurus |
|  |             |
|  | Aucasaurus  |
|  |             |

|  | Indosaurus    |
|  |               |
|  | Majungasaurus |
|  |               |
|  | Rajasaurus    |
|  |               |

|  | Dahalokely    |
|  |               |
|  | Rahiolisaurus |
|  |               |

|  | Indosaurus    |
|  |               |
|  | Majungasaurus |
|  |               |
|  | Rajasaurus    |
|  |               |

|  | Dahalokely    |
|  |               |
|  | Rahiolisaurus |
|  |               |

|  | Ekrixinatosaurus |
|  |                  |
|  | Skorpiovenator   |
|  |                  |

|  | Viavenator                                                 |
|  |                                                            |
|  | Pycnonemosaurus                                            |
|  |                                                            |
|  | Quilmesaurus                                               |
|  |                                                            |
|  | \| \| Carnotaurus \| \| \| \| \| \| Aucasaurus \| \| \| \| |
|  |                                                            |
|  | Carnotaurus                                                |
|  |                                                            |
|  | Aucasaurus                                                 |
|  |                                                            |

|  | Carnotaurus |
|  |             |
|  | Aucasaurus  |
|  |             |

|  | Ekrixinatosaurus |
|  |                  |
|  | Skorpiovenator   |
|  |                  |

|  | Viavenator                                                 |
|  |                                                            |
|  | Pycnonemosaurus                                            |
|  |                                                            |
|  | Quilmesaurus                                               |
|  |                                                            |
|  | \| \| Carnotaurus \| \| \| \| \| \| Aucasaurus \| \| \| \| |
|  |                                                            |
|  | Carnotaurus                                                |
|  |                                                            |
|  | Aucasaurus                                                 |
|  |                                                            |

|  | Carnotaurus |
|  |             |
|  | Aucasaurus  |
|  |             |

|  | Indosaurus    |
|  |               |
|  | Majungasaurus |
|  |               |
|  | Rajasaurus    |
|  |               |

|  | Dahalokely    |
|  |               |
|  | Rahiolisaurus |
|  |               |

|  | Indosaurus    |
|  |               |
|  | Majungasaurus |
|  |               |
|  | Rajasaurus    |
|  |               |

|  | Dahalokely    |
|  |               |
|  | Rahiolisaurus |
|  |               |

|  | Ekrixinatosaurus |
|  |                  |
|  | Skorpiovenator   |
|  |                  |

|  | Viavenator                                                 |
|  |                                                            |
|  | Pycnonemosaurus                                            |
|  |                                                            |
|  | Quilmesaurus                                               |
|  |                                                            |
|  | \| \| Carnotaurus \| \| \| \| \| \| Aucasaurus \| \| \| \| |
|  |                                                            |
|  | Carnotaurus                                                |
|  |                                                            |
|  | Aucasaurus                                                 |
|  |                                                            |

|  | Carnotaurus |
|  |             |
|  | Aucasaurus  |
|  |             |

|  | Ekrixinatosaurus |
|  |                  |
|  | Skorpiovenator   |
|  |                  |

|  | Viavenator                                                 |
|  |                                                            |
|  | Pycnonemosaurus                                            |
|  |                                                            |
|  | Quilmesaurus                                               |
|  |                                                            |
|  | \| \| Carnotaurus \| \| \| \| \| \| Aucasaurus \| \| \| \| |
|  |                                                            |
|  | Carnotaurus                                                |
|  |                                                            |
|  | Aucasaurus                                                 |
|  |                                                            |

|  | Carnotaurus |
|  |             |
|  | Aucasaurus  |
|  |             |

|  | Indosaurus    |
|  |               |
|  | Majungasaurus |
|  |               |
|  | Rajasaurus    |
|  |               |

|  | Dahalokely    |
|  |               |
|  | Rahiolisaurus |
|  |               |

|  | Indosaurus    |
|  |               |
|  | Majungasaurus |
|  |               |
|  | Rajasaurus    |
|  |               |

|  | Dahalokely    |
|  |               |
|  | Rahiolisaurus |
|  |               |

|  | Ekrixinatosaurus |
|  |                  |
|  | Skorpiovenator   |
|  |                  |

|  | Viavenator                                                 |
|  |                                                            |
|  | Pycnonemosaurus                                            |
|  |                                                            |
|  | Quilmesaurus                                               |
|  |                                                            |
|  | \| \| Carnotaurus \| \| \| \| \| \| Aucasaurus \| \| \| \| |
|  |                                                            |
|  | Carnotaurus                                                |
|  |                                                            |
|  | Aucasaurus                                                 |
|  |                                                            |

|  | Carnotaurus |
|  |             |
|  | Aucasaurus  |
|  |             |

|  | Ekrixinatosaurus |
|  |                  |
|  | Skorpiovenator   |
|  |                  |

|  | Viavenator                                                 |
|  |                                                            |
|  | Pycnonemosaurus                                            |
|  |                                                            |
|  | Quilmesaurus                                               |
|  |                                                            |
|  | \| \| Carnotaurus \| \| \| \| \| \| Aucasaurus \| \| \| \| |
|  |                                                            |
|  | Carnotaurus                                                |
|  |                                                            |
|  | Aucasaurus                                                 |
|  |                                                            |

|  | Carnotaurus |
|  |             |
|  | Aucasaurus  |
|  |             |

|  | Indosaurus    |
|  |               |
|  | Majungasaurus |
|  |               |
|  | Rajasaurus    |
|  |               |

|  | Dahalokely    |
|  |               |
|  | Rahiolisaurus |
|  |               |

|  | Indosaurus    |
|  |               |
|  | Majungasaurus |
|  |               |
|  | Rajasaurus    |
|  |               |

|  | Dahalokely    |
|  |               |
|  | Rahiolisaurus |
|  |               |

|  | Ekrixinatosaurus |
|  |                  |
|  | Skorpiovenator   |
|  |                  |

|  | Viavenator                                                 |
|  |                                                            |
|  | Pycnonemosaurus                                            |
|  |                                                            |
|  | Quilmesaurus                                               |
|  |                                                            |
|  | \| \| Carnotaurus \| \| \| \| \| \| Aucasaurus \| \| \| \| |
|  |                                                            |
|  | Carnotaurus                                                |
|  |                                                            |
|  | Aucasaurus                                                 |
|  |                                                            |

|  | Carnotaurus |
|  |             |
|  | Aucasaurus  |
|  |             |

|  | Ekrixinatosaurus |
|  |                  |
|  | Skorpiovenator   |
|  |                  |

|  | Viavenator                                                 |
|  |                                                            |
|  | Pycnonemosaurus                                            |
|  |                                                            |
|  | Quilmesaurus                                               |
|  |                                                            |
|  | \| \| Carnotaurus \| \| \| \| \| \| Aucasaurus \| \| \| \| |
|  |                                                            |
|  | Carnotaurus                                                |
|  |                                                            |
|  | Aucasaurus                                                 |
|  |                                                            |

|  | Carnotaurus |
|  |             |
|  | Aucasaurus  |
|  |             |

|  | Indosaurus    |
|  |               |
|  | Majungasaurus |
|  |               |
|  | Rajasaurus    |
|  |               |

|  | Dahalokely    |
|  |               |
|  | Rahiolisaurus |
|  |               |

|  | Indosaurus    |
|  |               |
|  | Majungasaurus |
|  |               |
|  | Rajasaurus    |
|  |               |

|  | Dahalokely    |
|  |               |
|  | Rahiolisaurus |
|  |               |

|  | Ekrixinatosaurus |
|  |                  |
|  | Skorpiovenator   |
|  |                  |

|  | Viavenator                                                 |
|  |                                                            |
|  | Pycnonemosaurus                                            |
|  |                                                            |
|  | Quilmesaurus                                               |
|  |                                                            |
|  | \| \| Carnotaurus \| \| \| \| \| \| Aucasaurus \| \| \| \| |
|  |                                                            |
|  | Carnotaurus                                                |
|  |                                                            |
|  | Aucasaurus                                                 |
|  |                                                            |

|  | Carnotaurus |
|  |             |
|  | Aucasaurus  |
|  |             |

|  | Ekrixinatosaurus |
|  |                  |
|  | Skorpiovenator   |
|  |                  |

|  | Viavenator                                                 |
|  |                                                            |
|  | Pycnonemosaurus                                            |
|  |                                                            |
|  | Quilmesaurus                                               |
|  |                                                            |
|  | \| \| Carnotaurus \| \| \| \| \| \| Aucasaurus \| \| \| \| |
|  |                                                            |
|  | Carnotaurus                                                |
|  |                                                            |
|  | Aucasaurus                                                 |
|  |                                                            |

|  | Carnotaurus |
|  |             |
|  | Aucasaurus  |
|  |             |

|  | Indosaurus    |
|  |               |
|  | Majungasaurus |
|  |               |
|  | Rajasaurus    |
|  |               |

|  | Dahalokely    |
|  |               |
|  | Rahiolisaurus |
|  |               |

|  | Indosaurus    |
|  |               |
|  | Majungasaurus |
|  |               |
|  | Rajasaurus    |
|  |               |

|  | Dahalokely    |
|  |               |
|  | Rahiolisaurus |
|  |               |

|  | Ekrixinatosaurus |
|  |                  |
|  | Skorpiovenator   |
|  |                  |

|  | Viavenator                                                 |
|  |                                                            |
|  | Pycnonemosaurus                                            |
|  |                                                            |
|  | Quilmesaurus                                               |
|  |                                                            |
|  | \| \| Carnotaurus \| \| \| \| \| \| Aucasaurus \| \| \| \| |
|  |                                                            |
|  | Carnotaurus                                                |
|  |                                                            |
|  | Aucasaurus                                                 |
|  |                                                            |

|  | Carnotaurus |
|  |             |
|  | Aucasaurus  |
|  |             |

|  | Ekrixinatosaurus |
|  |                  |
|  | Skorpiovenator   |
|  |                  |

|  | Viavenator                                                 |
|  |                                                            |
|  | Pycnonemosaurus                                            |
|  |                                                            |
|  | Quilmesaurus                                               |
|  |                                                            |
|  | \| \| Carnotaurus \| \| \| \| \| \| Aucasaurus \| \| \| \| |
|  |                                                            |
|  | Carnotaurus                                                |
|  |                                                            |
|  | Aucasaurus                                                 |
|  |                                                            |

|  | Carnotaurus |
|  |             |
|  | Aucasaurus  |
|  |             |

|  | Indosaurus    |
|  |               |
|  | Majungasaurus |
|  |               |
|  | Rajasaurus    |
|  |               |

|  | Dahalokely    |
|  |               |
|  | Rahiolisaurus |
|  |               |

|  | Indosaurus    |
|  |               |
|  | Majungasaurus |
|  |               |
|  | Rajasaurus    |
|  |               |

|  | Dahalokely    |
|  |               |
|  | Rahiolisaurus |
|  |               |

|  | Ekrixinatosaurus |
|  |                  |
|  | Skorpiovenator   |
|  |                  |

|  | Viavenator                                                 |
|  |                                                            |
|  | Pycnonemosaurus                                            |
|  |                                                            |
|  | Quilmesaurus                                               |
|  |                                                            |
|  | \| \| Carnotaurus \| \| \| \| \| \| Aucasaurus \| \| \| \| |
|  |                                                            |
|  | Carnotaurus                                                |
|  |                                                            |
|  | Aucasaurus                                                 |
|  |                                                            |

|  | Carnotaurus |
|  |             |
|  | Aucasaurus  |
|  |             |

|  | Ekrixinatosaurus |
|  |                  |
|  | Skorpiovenator   |
|  |                  |

|  | Viavenator                                                 |
|  |                                                            |
|  | Pycnonemosaurus                                            |
|  |                                                            |
|  | Quilmesaurus                                               |
|  |                                                            |
|  | \| \| Carnotaurus \| \| \| \| \| \| Aucasaurus \| \| \| \| |
|  |                                                            |
|  | Carnotaurus                                                |
|  |                                                            |
|  | Aucasaurus                                                 |
|  |                                                            |

|  | Carnotaurus |
|  |             |
|  | Aucasaurus  |
|  |             |

## Paleobiología
Se cree que la Formación Allen fue un ambiente costero húmedo que gradualmente pasó de una llanura aluvial de agua dulce a estuarios pantanosos y luego lagunas poco profundas a medida que aumentaba el nivel del mar. Un conjunto diverso de vida acuática habitaba el área, incluidos varios peces, ranas y tortugas. Los intervalos más recientes de la formación incluso incluyen algunos reptiles marinos, como varios plesiosaurios, incluidos elasmosáuridos y policotílidos. La vida vegetal incluye palmeras y coníferas de la familia Podocarpeaceae, "pinos ciruelos", que formaron densos bosques y humedales.

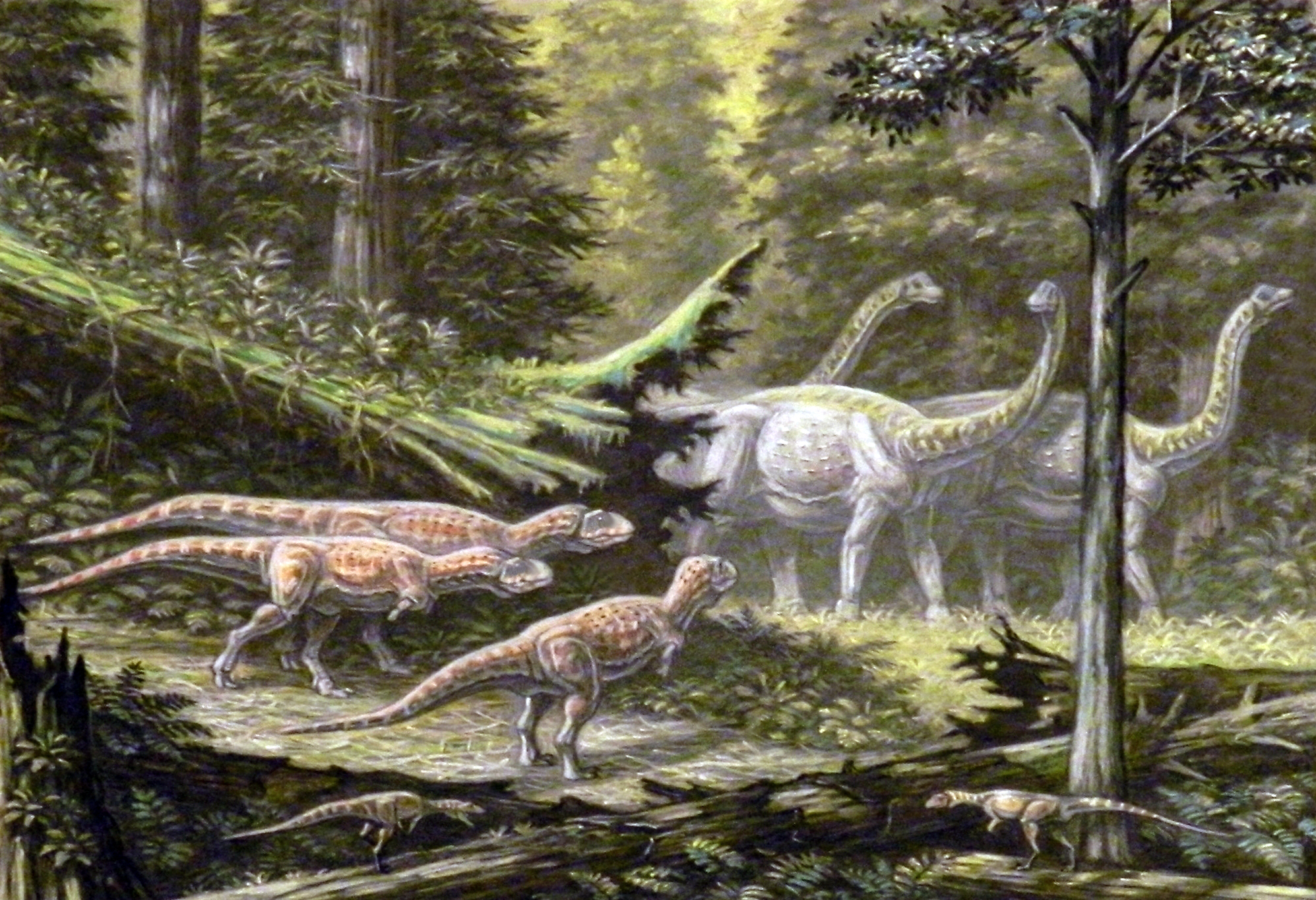
Quilmesaurus acechando Saltasaurus

Los restos de animales terrestres también fueron comunes en esta formación. Se conoce un Rhynchocephalia indeterminado, así como numerosos taxones de serpientes, incluidos los madtsoideos Patagoniophis y Alamitophis. Otros animales que no son dinosaurios en el área incluyen el pterosaurio Aerotitan y una variedad de mamíferos.
Los restos de dinosaurios recuperados de la Formación Allen incluyen una variedad diversa y abundante de titanosáuridos como Saltasaurus , Aeolosaurus, Laplatasaurus, Rocasaurus entre otros y un hadrosáurido de dudosa validez, Willinakaqe. También estaban presentes otros terópodos distintos de Quilmesaurus, estos incluyen el gran Austroraptor un dromeosáurido unenlaginído, un pájaro orniturano basal, Limenavis, y un pájaro cimolopterígido, Lamarqueavis. Un diente se ha referido a la familia Carcharodontosauridae, este diente es uno de los fósiles de carcarondontosáuridos más recientes encontrados, ya que los miembros más conocidos de esta familia, Giganotosaurus , Mapusaurus vivieron millones de años antes en el Cretácico. También se han encontrado restos indeterminados de nodosáuridos en esta formación, que consisten en vértebras, osteodermos , un fémur y un diente.
La Formación Allen también se destaca por la gran cantidad de huevos de saurópodos descubiertos allí. Se han descubierto áreas de anidación en el área del bajo de Santa Rosa de la Formación Allen superior. Algunos, pero no todos, de estos huevos fueron designados como oogenus Sphaerovum. La estructura de sus cáscaras de huevo indica que fueron puestas en un ambiente muy húmedo.